# Adam Naruszewicz (koszykarz)
Adam Naruszewicz (ur. 1942, zm. 4 września 2018 w Zielone Górze) – polski koszykarz, występujący na pozycji skrzydłowego.

## Osiągnięcia
Klubowe
- Mistrz Polski (1965)